# Ana María Romano Gómez
Ana María Romano Gómez (Bogotá, Colombia; 14 de julio de 1971) es una compositora interdisciplinaria, artista sonora, docente, curadora e investigadora colombiana que promueve la inclusión de las mujeres y disidencias en la música experimental en Latinoamérica a través de diversas espacios como el Festival  En Tiempo Real desde su fundación en 2009,  Plataforma feminista En Tiempo Real, así como la plataforma Microcircuitos.  Es cofundadora de la plataforma Paisajistas Sonoras- Latinoamérica, Red de Compositoras Latinoamericanas, entre otras. Su trabajo de investigación promueve el trabajo de pioneras electrónicas en la música latinoamericana, principalmente de la compositora colombiana Jacqueline Nova.

## Trayectoria
Inicia sus estudios musicales tocando el piano y posteriormente realiza la licenciatura en composición con especialidad en música electroacústica  en la Universidad de los Andes. Ha participado en talleres dictados por compositores como Coriún Aharonián, Graciela Paraskevaídis y Mario Lavista.
Ha dictado conferencias como el Queer Conference DISRUPTIONS III Columbia University,  Keynote Performer NIME (New Interfaces for Musical Expression) en Brasil, entre otras. Ha formado parte del cuerpo docente  4º Encuentro Internacional de Grabación de Campo, el CMMAS, en Festival en Tiempo Real y en la Universidad del Bosque por mencionar algunos.
Su obra se ha presentado en diversos países de Latinoamérica, Europa y Asia.  Ha recibido diversos reconocimientos por sus obras como  Lamentos del Señor de Monserrate (1995) - Finalista del Primer Concurso de Composición Electroacústica/ Alianza Colombo - Francesa, Carreras de aves y pájaros (1996)- Finalista del Segundo Concurso de Composición Electroacústica/ Alianza Colombo - Francesa. Fue nominada  en 2019 al premio  CLASSICAL NEXT AWARD INNOVATION por el trabajo realizado en el Festival En Tiempo Real. Ha sido artista en residencia en 2010 por el  Centro Mexicano para la Música y las Artes Sonoras (CMMAS) y  en el  In-eye i: traza en Goldsmiths College - University de Londres. En 2019 fue artista invitada con trayectoria por el Laboratorio Sonoro AOIR en celebración Día Mundial de la Escucha- Chile.

## Investigación
Ha trabajado el Centro de Documentación Musical de la Dirección de Artes en la edición de la  revista A Contratiempo No. 12, en la unidad de Radio de la Dirección de Comunicaciones y en la Dirección de Fomento del Ministerio de Cultura de Colombia. Ha sido curadora de la instalación sonora titulada Jacqueline Nova. El mundo maravilloso de las máquinas en el Museo de Arte Moderno de Medellín

## Obra
Su obra se enfoca en la intersección entre género, tecnología y su relación con el sonido. Se interesa por la visibilización de las mujeres y disidencias, así como el trabajo en colectivo e interdisciplinar.
“Hasta hace muy poco las mujeres estaban destinadas a la interpretación, que también es todo un tema porque pareciera que era imposible considerar a una mujer investida en la genialidad que tenían los compositores por lo general blancos, heterosexuales y adinerados” –dice Romano–. “Los compositores tenían un halo de genialidad donde se entendían como mensajeros entre los dioses y los mortales que no entendían nada”- Ana María Romano

## Discografía
CBB Circuito Bogotá Bending (2013)- EL Canzancio Records/ Productora Mutante
Hasta mañana al día siguiente (2016)- Pan y Rosas discos
AUDIOBLAST V/A COMPILATION VOLUME II (2014) -FIBRR RECORDS
VA-Austral (2019)- Nótt
Pequeñas Voces (2021)- VIAJERO INMÓVIL EX]P[RIMENTAL
Alteraciones (2021)- Voz Terra